# Tyler Christopher
Tyler Christopher (Chilliwack, 3 ottobre 1983) è un ex velocista canadese.

## Palmarès
| Anno | Manifestazione      | Sede           | Evento      | Risultato | Prestazione | Note                                     |
| ---- | ------------------- | -------------- | ----------- | --------- | ----------- | ---------------------------------------- |
| 2005 | Mondiali            | Helsinki       | 400 m piani | Bronzo    | 44"44       | Record nazionale                         |
| 2007 | Giochi panamericani | Rio de Janeiro | 400 m piani | Argento   | 45"05       |                                          |
| 2007 | Mondiali            | Osaka          | 400 m piani | 6º        | 44"71       |                                          |
| 2008 | Mondiali indoor     | Valencia       | 400 m piani | Oro       | 45"67       | Miglior prestazione personale stagionale |